# Czechoslovakian International 1980
Die Czechoslovakian International 1980 im Badminton fanden im Spätsommer 1980 in Prag statt. Athleten aus elf Ländern waren am Start. Monika Cassens gewann neben ihrem Titel im Mixed zwei Bronzemedaillen bei ihren weiteren Starts.

## Finalergebnisse
| Disziplin    | Sieger                                     | Finalist                       | Ergebnis          |
| ------------ | ------------------------------------------ | ------------------------------ | ----------------- |
| Herreneinzel | Michael Kjeldsen                           | Anatoli Skripko                | 15-9, 13-18, 15-8 |
| Dameneinzel  | Rikke von Sørensen                         | Kirsten Larsen                 | 11-7, 11-8        |
| Herrendoppel | Jan Hammergaard Hansen Jens Peter Nierhoff | Gerry Asquith Duncan Bridge    | 18-14, 15-8       |
| Damendoppel  | Kathleen Redhead Gillian Clark             | Dorte Kjær Nettie Nielsen      | 15–5, 15–5        |
| Mixed        | Edgar Michalowski Monika Cassens           | Duncan Bridge Kathleen Redhead | 18-14, 15-4       |

1. ↑  Die Fachzeitschrift Federball gibt als Vornamen Inge an, badmintoneurope.com jedoch Rikke.